# Bind (Einheit)
Das Bind war ein Maß in der Garnherstellung für Leinengarne und entspricht dem Gebinde, das heißt einer unselbstständigen Untermenge eines Stranges. Verbreitet war das Maß in Norddeutschland, wie im Herzogtum und der sogenannten Erbherrschaft Jever, im Herzogtum Bremen und weiteren verschiedenen Orten dieser Region.
Beim Aufwinden des Garns auf die Zählhaspel wurde nacheinander jeweils eine regional unterschiedliche Anzahl sogenannter Faden (norddeutsch auch Draht) zu einem Gebinde oder Bind verschnürt oder abgebunden (daher der Name „Gebinde“ oder „Bind“). Eine bestimmte Menge Bind bildete schließlich den fertigen Garnstrang. Ein Faden wurde durch eine volle Umdrehung („Umschlag“) einer Haspel abgemessen. Die Fadenlänge war daher vom Umfang der Haspel abhängig, der wiederum auch vom Material des zu messenden Garnes bestimmt wurde.

## Haspelumfänge
- Bockhorn (Friesland):
  - Haspelumfang = 2 Jeversche Ellen = 596,928 Pariser Linien = 1,347 Meter
  - 1 Bind = 120 Faden = 161,56 Meter
  - 1 Stück Garn = 10 Bind = 2400 Jeversche Ellen = 2781,8 Oldenburger Ellen = 1615,86 Meter
- Herzogtum Bremen:
  - Haspelumfang = 4 1/12 Oldenburger Elle = 2,371879 Meter
  - 1 Bind = 2 Knipp = 120 Faden
  - 1 Stück Garn = 10 Bind = 4920 Oldenburger Ellen = 2846,25 Meter
- Erbherrschaft Jever:
  - Haspelumfang = 2 Jeversche Ellen = 596,928 Pariser Linien = 1,347 Meter
  - 1 Bind = 2 Knipp = 120 Faden
  - 1 Stück Garn = 10 Bind = 2400 Jeversche Ellen = 2781,8 Oldenburger Ellen = 1615,86 Meter

Das Wollgarn rechnete man nach Roof
- 1 Roof = 5 Bind = ½ Stück (rechnerische Abweichung von der Festlegung)

- Wildeshausen:
  - Haspelumfang = 3 ½ Wildeshauser Ellen = 2,024 Meter
  - 1 Bind = 100 Faden
  - 1 Stück Garn = 10 Bind = 3500 Wildeshauser Ellen = Bremer Ellen = 3485 Oldenburger Ellen = 2024,35 Meter
- Zwischenahn und Westerstede:
  - Haspelumfang = Oldenburger Haspel und Lehrter Haspel
  - 1 Stück Garn = 120 Faden = 2550 Ellen

Laut Bekanntmachung vom März 1823 sollten in Zwischenahn, Westerstede und Wiefelstede nur Haspeln mit Umfängen von 2 ⅛ Ellen eingesetzt werden und ein Bind sollte mit 120 Umschlägen (Draht) gerechnet werden.
- Herzogtum Oldenburg:
  - Haspelumfang 2 ½ Oldenburger Ellen = 257 ½ Pariser Linien
  - 1 Bind = 100 Faden
  - 1 Stück = 10 Bind = 2500 Oldenburger Ellen

## Weitere Haspelgrößen
- Delmenhorst hatte fünf unterschiedliche Haspeln mit 1 Bremer Elle = 256,4 Pariser Linien = 578,4 Millimeter (Wert 578,38712)
  - 1. Haspelumfang = 2 ½ Bremer Ellen
  - 2. Haspelumfang = 3 Bremer Ellen
  - 3. Haspelumfang = 3 ½ Bremer Ellen
  - 4. Haspelumfang = 3 ¾ Bremer Ellen (Kaufhaspel)
    - 1 Bind = 90 Faden
    - 1 Stück Garn = 10 Bind = 900 Faden = 3375 Bremer Ellen

  - 5. Haspelumfang = 4 Bremer Ellen
- Steinfeld (Oldenburg)
  - 1. Scheerhaspelumfang für eigene Leinwandgarne = 3 ½ Vechtaer Ellen
  - 2. Kaufgarnhaspelumfang = 3 Vechtaer Ellen
  - 3. Haspelumfang 2 ½ Vechtaer Ellen

Nach einer Veröffentlichung vom 2. Januar 1817 durfte nur noch die Haspel mit 3 Vechtaer Ellen in Gebrauch sein und man rechnete
- 1 Stück Garn = 20 Bind = 3000 Faden

- Saterland
  - Haspelumfang = 2 1/9 Gröninger Ellen
- Friesoythe
  - Haspelumfang = 4 Gröninger Ellen
- Barßel
  - Haspelumfang = 1 ⅞ Gröninger Ellen
- Oyten
  - Haspelumfang = 3 11/16 Vechtaer Ellen
- Goldenstedt und Visbek
  - Haspelumfang = 3 ½ Hannoveraner Ellen

Auf 3 und 3 ½ Ellen-Haspeln war
- 1 Stück Garn = 20 Bind = 3000 Faden

- Damme und Neuenkirchen-Vörden
  - Haspelumfang = 2 ½ Osnabrücker Ellen
- Cloppenburg
  - Haspelumfang 4 1/16 Cloppenburger Ellen
  - 1 Stück Garn = 18 Bind = 1080 Faden = 4387 ½ Cloppenburger Ellen

## Andere Bezeichnungen für das Maß von Gebinden
- Fitze
- Haspelknipp
- Klapp
- Macque
- Wiedel